# アキノハハコグサ
アキノハハコグサ（秋の母子草、学名: Pseudognaphalium hypoleucum、シノニム: Gnaphalium hypoleucum）は、キク科ハハコグサ属の一年草・越年草の一種。

## 特徴
一年生草本。茎は上部で分岐し表面に白い綿毛が生えている。高さは30-60cmになる。葉は披針形で、長さが4-5cmで幅が2.5-7mmであり、上面が緑色、裏面には白い綿毛がある。葉の基部が耳形になっており、茎を抱くようにつく。花期は9-10月で、茎の先端に淡黄色をした多くの頭花をつける。

## 分布と生育環境
日本（本州（青森県三八地域）〜九州）、朝鮮半島、中国、東南アジア、インドに分布する。やや乾いた山地に生える。

## 分類
日本では同属にハハコグサがあり、同種はごく普通種で、本種によく似ている。違うところはハハコグサは葉の両面に毛があって白く、茎は基部で分枝して、先端近くではほとんど分枝しないことで、本種では葉の裏面だけが白く、茎の上部でよく分枝する。

## 保全状況評価
- 絶滅危惧IB類 (EN)（環境省レッドリスト）

2000年までの環境省レッドデータブックでは絶滅危惧IB類に選定されていたが、2007年には絶滅危惧II類と評価された。その後、2012年には絶滅危惧IB類に選定し直された。

## ギャラリー
- 茎の上部が分枝する。
- 茎の中部の葉。葉の表面は緑色、裏面は綿毛があって白い。